# 米科拉伊夫卡 (斯卡多夫斯克區)
46°15′40″N 33°11′48″E / 46.26111°N 33.19667°E
米科拉伊夫卡（烏克蘭語：Миколаївка），是烏克蘭的村落，位於該國南部赫爾松州，由斯卡多夫斯克區的斯卡多夫斯克市鎮負責管轄，面積0.5平方公里，海拔高度16米，2001年人口341，人口密度每平方公里687.5人。